# Prusy-Boškůvky
Prusy-Boškůvky là một làng thuộc huyện Vyškov, vùng Jihomoravský, Cộng hòa Séc.